# Mondauge
Das Mondauge (Hiodon tergisus) ist ein im mittleren und östlichen Nordamerika vorkommender Süßwasserfisch aus der Gruppe der Knochenzünglerähnlichen (Osteoglossomorpha). Sein Verbreitungsgebiet reicht von Alberta, Saskatchewan, dem südlichen Manitoba und Québec bis zum Golf von Mexiko (Mobile Bay in Alabama bis Lake Pontchartrain in Louisiana) und umfasst damit den Einzugsbereich der Hudson Bay, der Großen Seen mit Ausnahme des Oberen Sees und des Mississippis.

## Merkmale
Das Mondauge wird maximal 47 cm lang, bleibt für gewöhnlich aber bei einer Länge von knapp unterhalb von 30 cm. Das maximale veröffentlichte Gewicht beträgt 907 g. Die Fische sehen aus wie hochrückige Heringe. Ihre Rückenflosse beginnt vor der längeren Afterflosse, die Maulspalte reicht bis hinter den Augenmittelpunkt. Von seiner Schwesterart, dem Goldauge (Hiodon alosoides) unterscheidet sich das Mondauge durch die geringer Wirbelzahl (55–58 versus 58–63), die geringere Zahl von Afterflossenstrahlen (26–30 vs. 31–33) und die geringere Anzahl der diese Flossenstrahlen stützenden Flossenträger (27–31 vs. 31–36). Ihr Körper ist im Vergleich zum Goldauge höher, die Basis der Rückenflosse länger, die der Afterflosse kürzer. Der fleischige Kiel, der sich beim Goldauge von einer Stelle vor den Bauchflossen bis zur Afterflosse erstreckt, verläuft beim Mondauge von den Bauchflossen bis zur Afterflosse.

Verbreitungsgebiet des Mondauges

## Lebensweise
Das Mondauge lebt vor allem in Altarmen und tiefen Bereichen mittlerer und größerer Flüsse und in Seen. Es bevorzugt klares Wasser und ernährt sich von Wirbellosen und kleinen Fischen, sowie von Insekten, die auf die Wasseroberfläche gefallen sind. Es kann 10 bis 11 Jahre alt werden und wird mit 3 bis 5 Jahren geschlechtsreif.